# Gródek (Zwoleń)
Pour les articles homonymes, voir Gródek.
Gródek (prononciation : [ˈɡrudɛk]) est un village polonais de la gmina de Policzna dans le powiat de Zwoleń de la voïvodie de Mazovie dans le centre-est de la Pologne.
Il se situe à environ 14 kilomètres au nord-est de Zwoleń (siège du powiat) et 96 kilomètres au sud-est de Varsovie (capitale de la Pologne).
Le village compte une population d'environ 315 en 2009.

## Histoire
De 1975 à 1998, le village appartenait administrativement à la voïvodie de Radom.